# Transports de la région Morges–Bière–Cossonay

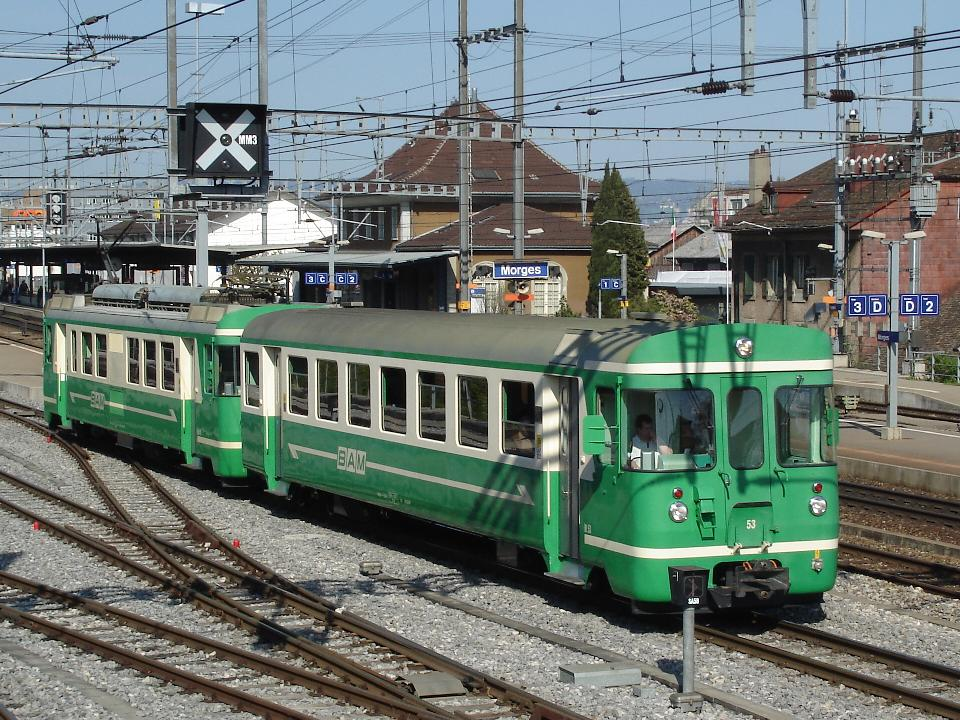
Pendelzug im Jahre 2007 in Morges

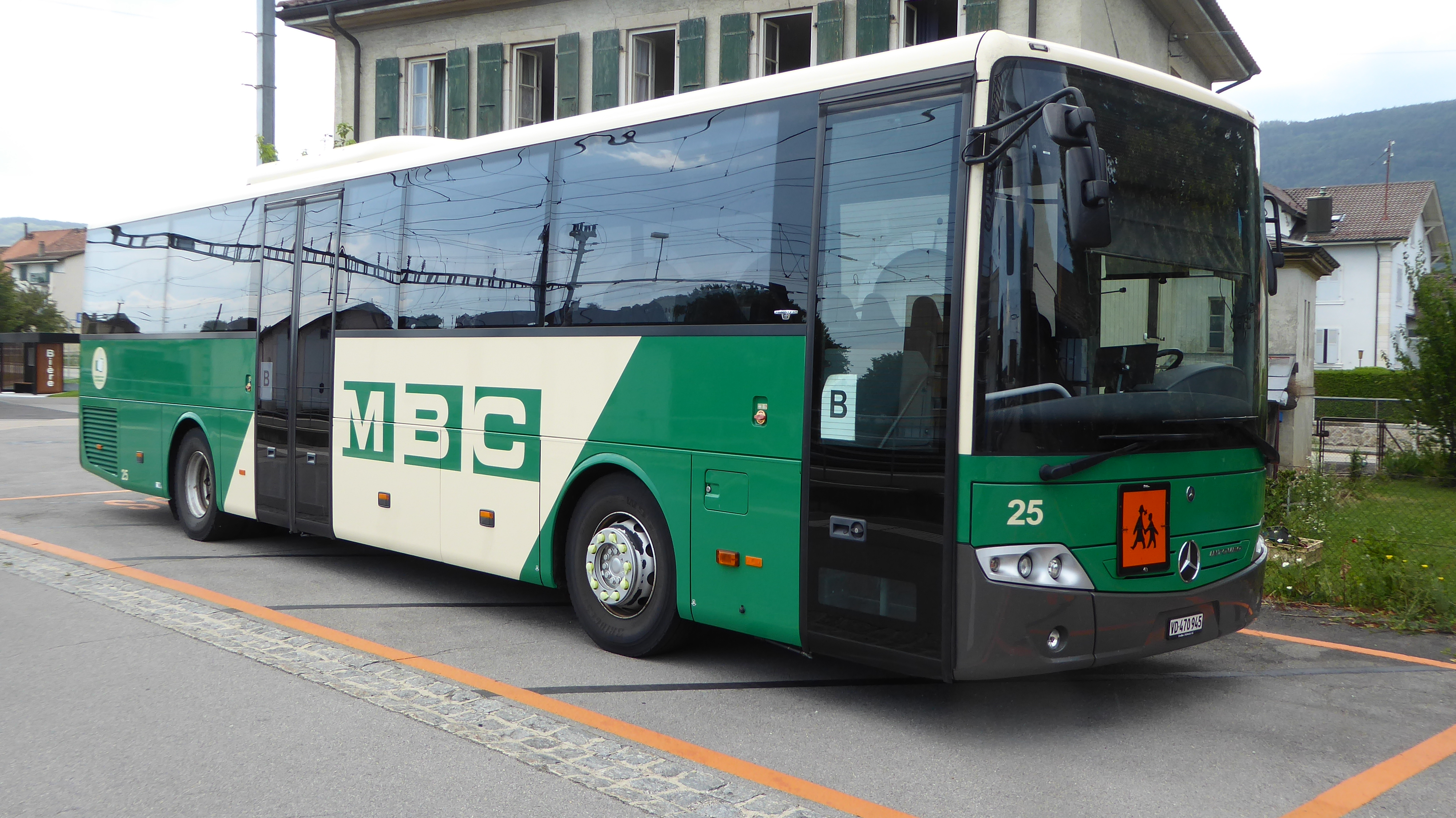
Bus Mercedes-Benz Intouro in Bière

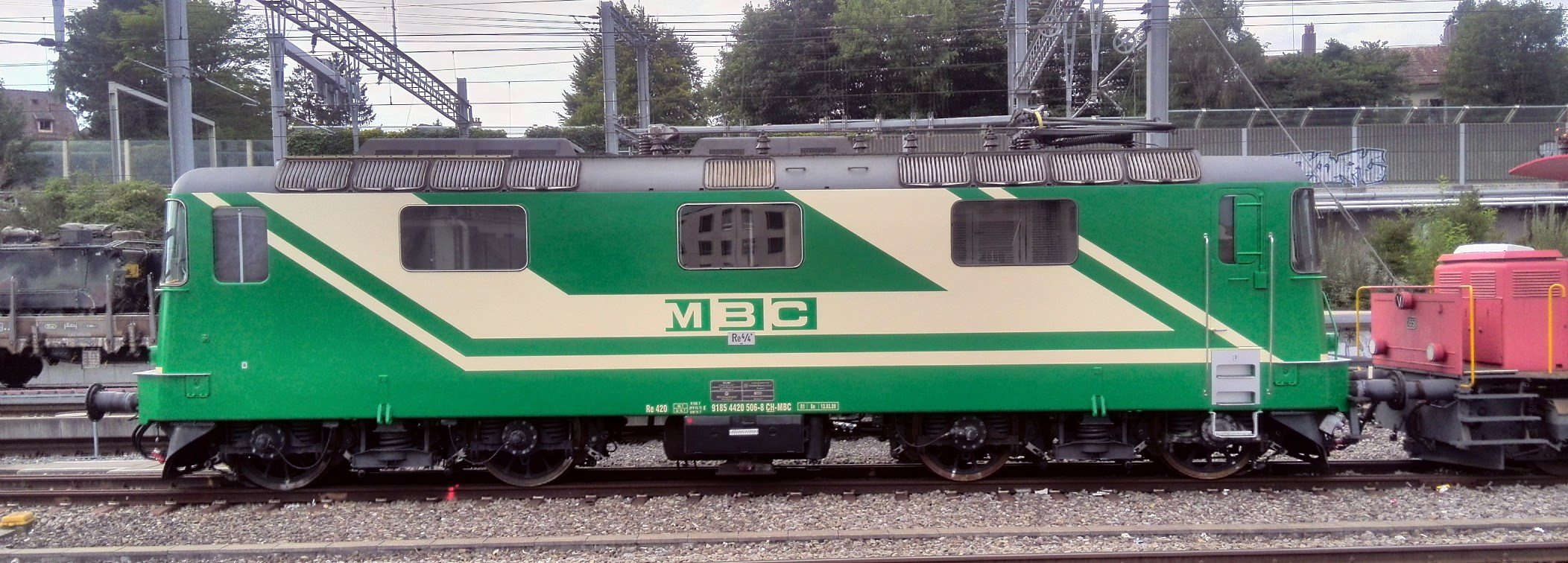
Von der BLS übernommene Lokomotive Re 420

Die Transports de la région Morges–Bière–Cossonay (MBC) (deutsch Verkehrsbetriebe der Region Morges–Bière–Cossonay) sind eine regionale Verkehrsgesellschaft im Schweizer Kanton Waadt.
Das Unternehmen entstand im Juli 2003 durch Umbenennung der Compagnie du Chemin de fer Bière–Apples–Morges (BAM), einer Bahngesellschaft, die zwei meterspurige Bahnlinien, Morges–Bière und die Stichbahn Apples–L’Isle, sowie die Buslinien in Morges und Umgebung betreibt. Ausserdem sind die MBC mit der Geschäftsführung der Standseilbahn Cossonay-Gare–Cossonay-Ville (CG), die den etwas abseits liegenden Bahnhof mit der Ortschaft verbindet, beauftragt. 2010 übernahmen sie deren Gesellschaft.
Bis 2013 wurde der Bahnbetrieb der MBC unter dem Label Bière–Apples–Morges (BAM) weitergeführt, lediglich der Busbetrieb trug einheitlich die Firmenbezeichnung Morges–Bière–Cossonay (MBC), wobei der Stadtverkehr Morges zum Teil noch mit TPM (französisch Transports Publics Morgiens) bezeichnet wurde.

## Linien
| Linie         | Strecke                                                              |
| Eisenbahn     | Eisenbahn                                                            |
| ------------- | -------------------------------------------------------------------- |
| 156           | Morges – Apples – Bière Apples – L’Isle-Mont-la-Ville                |
| Bus           |                                                                      |
| 701           | Morges – Préverenges – St-Sulpice – Lausanne, Bourdonnette           |
| 702           | Tolochenaz – Morges – Lonay – Echandens – Bussigny                   |
| 703           | Echichens – Morges – Lully – Lussy-sur-Morges                        |
| 704           | Echichens – Casino                                                   |
| 705           | Lonay – Préverenges – Denges – Echandens – Ecublens, EPFL            |
| 724           | Morges – St-Prex – Etoy – Allaman                                    |
| 726           | Morges – Lavigny                                                     |
| 728           | Morges – Apples                                                      |
| 730           | Morges – Cottens – Cossonay-Ville – Penthalaz – Gollion              |
| 735           | Morges – Aclens – Cossonay-Ville                                     |
| 742           | Montricher, gare – Bière, gare                                       |
| 750           | Cossonay-Penthalaz, gare – Le Pont, gare                             |
| 760           | Cossonay – Penthalaz – Cossonay, Ville – Dizy – Chevilly – La Sarraz |
| Standseilbahn |                                                                      |
| 9003          | Cossonay-Penthalaz, gare – Cossonay-Ville                            |